# Berberis multiserrata
Berberis multiserrata är en berberisväxtart som beskrevs av T.S. Ying. Berberis multiserrata ingår i släktet berberisar, och familjen berberisväxter. Inga underarter finns listade i Catalogue of Life.